# Оксид висмута(II)
Оксид висмута(II) — бинарное неорганическое соединение металла висмута и кислорода с формулой BiO, серо-чёрные кристаллы, медленно реагирует с холодной водой, образует кристаллогидраты.

## Получение
- Восстановление оксида висмута(III) висмутом:

{\displaystyle {\mathsf {Bi_{2}O_{3}+Bi\ {\xrightarrow {T}}\ 3BiO}}}
- или водородом:

{\displaystyle {\mathsf {Bi_{2}O_{3}+H_{2}\ {\xrightarrow {265^{o}C}}\ 2BiO+H_{2}O}}}
- или оксидом углерода:

{\displaystyle {\mathsf {Bi_{2}O_{3}+CO\ {\xrightarrow {400^{o}C}}\ 2BiO+CO_{2}}}}

## Физические свойства
Оксид висмута(II) образует серо-чёрные кристаллы.
Известны кристаллогидраты состава BiO•½H2O и BiO•H2O.

## Химические свойства
- Окисляется при нагревании на воздухе:

{\displaystyle {\mathsf {4BiO+O_{2}\ {\xrightarrow {180^{o}C}}\ 2Bi_{2}O_{3}}}}
- Легко восстанавливается до металла углём,угарным газом,водородом:

{\displaystyle {\ce {BiO + H2 ->[250^oC] Bi + H2O ^}}}
{\displaystyle {\ce {BiO + CO ->[300^oC] Bi + CO2 ^}}}
{\displaystyle {\ce {BiO + C ->[350^oC]Bi + CO ^}}}
- При реакции с кислотами или кислотными оксидами диспропорционирует:

{\displaystyle {\mathsf {3BiO+6HCl\ {\xrightarrow {}}\ 2BiCl_{3}+Bi+3H_{2}O}}}
{\displaystyle {\mathsf {5BiO+CO_{2}\ {\xrightarrow {}}\ 2Bi_{2}O_{3}+Bi+CO}}}